# Kairuan Nord

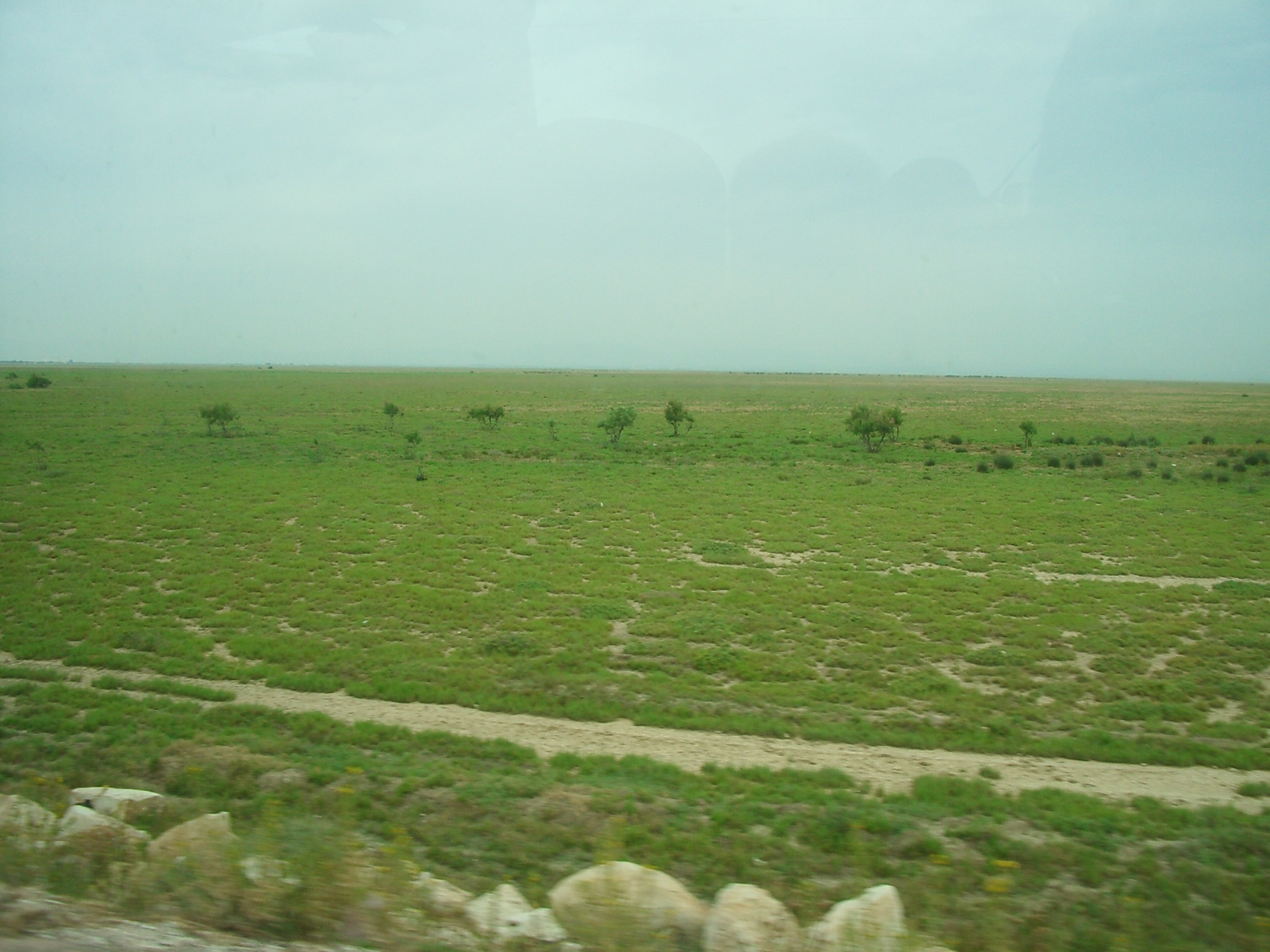
Paisatge de Kairuan Nord una mica abans de la ciutat de Kairuan

La delegació o mutamadiyya de Kairuan Nord (àrab: معتمدية القيروان الشمالية, muʿtamadiyya al-Qayrawān ax-Xamāliyya) és una delegació o mutamadiyya de la governació de Kairuan formada per la part nord de la ciutat de Kairuan i els pobles i viles de la zona al nord de la capital de la governació, entre elles El Baten i Fasnasa. El seu límit oriental ve marcat per la serra de Kelbia. Al cens del 2004 tenia 80.490 habitants.

## Administració
La delegació o mutamadiyya, amb codi geogràfic 41 51 (ISO 3166-2:TN-12), està dividida en dotze sectors o imades:
- Al Ansar (41 51 51)
- El Jemâa Nord (41 51 52)
- El Jemâa Sud (41 51 53)
- Kebilia Nord (41 51 54)
- Jeblia Nord (41 51 55)
- Jeblia Sud (41 51 56)
- El Menchia (41 51 57)
- Al Aghalba (41 51 58)
- Elbaten (41 51 59)
- Dheraa Ettammar (41 51 60)
- Metbasta (41 51 61)
- El Ghabet (41 51 62)

Al mateix temps, forma part de la municipalitat o baladiyya de Kairuan (41 11).